# Hermann Boehm
Hermann Boehm, również Hermann Böhm (ur. 18 stycznia 1884 w Rybniku, zm. 11 kwietnia 1972 w Kilonii) – niemiecki wojskowy, generał admirał. Flottenchef, dowódca Kriegsmarine w okupowanej Norwegii i inspektoratu programu edukacyjnego marynarki. Weteran I i II wojny światowej oraz wojny domowej w Hiszpanii.

## Życiorys
Do Kaiserliche Marine wstąpił 1 kwietnia 1903 roku. Szkolił się na korwecie SMS „Stein”. 19 września 1914 roku awansowano go do Kapitänleutnanta. Podczas I wojny światowej służbę pełnił na kilku różnych niszczycielach. Jako dowódca SMS „G 41” uczestniczył w bitwie jutlandzkiej. Po powstaniu Republiki Weimarskiej służył w jej marynarce. 3 października 1933 roku powierzono mu dowództwo nad pancernikiem „Hessen”. W 1934 roku awansowano go do Konteradmirala. W początkowej fazie hiszpańskiej wojny domowej kierował niemieckimi operacjami morskimi u wybrzeży Hiszpanii. 1 kwietnia 1937 roku otrzymał awans do stopnia Vizeadmirala, na początku roku 1938 został Admiralem, powierzono mu też stanowisko Flottenchef. Z dowodzenia zwolniono go po bitwie u ujścia La Platy, jednak 1 kwietnia, po zdobyciu Norwegii, został dowódcą sił Kriegsmarine w tym okupowanym kraju. W marcu 1943 roku został zwolniony ze służby. Od 1 marca 1944 roku do 31 marca 1945 roku dowodził inspektoratem programu edukacyjnego marynarki. Wkrótce później został w pełni zwolniony z wojska.

## Odznaczenia
- Złoty Krzyż Niemiecki (1941)[3]
- Order Hohenzollernów[3]
- Krzyż Żelazny I klasy (1914, 1939)[3]
- Krzyż Żelazny II klasy (1914, 1939)[3]
- Krzyż Honorowy[3]
- Medal Pamiątkowy 13 marca 1938[3]
- Czarna Odznaka za Rany[4]
- Krzyż Fryderyka Augusta I klasy[3]
- Krzyż Fryderyka Augusta II klasy[3]